# Enno Lolling
Enno Lolling, född 19 juli 1888 i Köln, död 27 maj 1945 i Flensburg, var en tysk läkare och SS-Standartenführer. I februari 1941 utnämndes han till chefsläkare vid Inspektoratet för koncentrationslägren, vilket innebar att han blev chefsläkare för samtliga koncentrationsläger. Lolling koordinerade Nazitysklands medicinska experiment på lägerfångar.
Åren 1940–1941 var Lolling lägerläkare i Dachau och år 1941 i Sachsenhausen. Senare sistnämnda år utnämndes han till chefsläkare vid Inspektoratet för koncentrationslägren. I slutet av maj 1945, efter Tysklands kapitulation, begick Lolling självmord på ett reservlasarett i Flensburg.